# Симфонический оркестр Нидерландского радио
Симфонический оркестр Нидерландского радио (нидерл. Radio Symfonie Orkest) — нидерландский симфонический оркестр, действовавший в 1985—2005 гг.

## История и деятельность
Был основан в результате слияния двух ранее существовавших музыкальных коллективов. Помимо записей для радио, оркестр участвовал в целом ряде национальных музыкальных конкурсов, в том числе в Международной неделе музыки «Гаудеамус», включающей одноимённые исполнительский и композиторский конкурсы. Кроме того, с участием оркестра был осуществлён ряд оперных постановок, включая нидерландскую премьеру «Трёх сестёр» Петера Этвёша.
Главными дирижёрами Симфонический оркестр Нидерландского радио были Кеннет Монтгомери (1985—1989), Генри Льюис (1989—1991), Кес Бейкелс (1991—1996) и Эри Клас (1996—2003). Клас стал главным приглашенным дирижёром в сезоне 2003—2004 годов. Ханс Вонк занимал должность главного дирижёра в сезоне 2003—2004 годов, последний главный дирижёр оркестра. Прогрессирующая болезнь (боковой амиотрофический склероз) Вонка истощила его до такой степени, что он провел несколько концертов оркестра в инвалидном кресле. Среди других приглашенных дирижёров были Иржи Коут, Янош Фюрст, Станислав Скровачевский, Яп Ван Зведен и Александр Лазарев, а также Марк Сострот, Армин Жордан и Жан Бернар Поммье.

## Главные дирижёры
- Кеннет Монтгомери (1985—1989)
- Генри Льюис (1989—1991)
- Кес Бакелс (1991—1996)
- Эри Клас (1996—2003)
- Ханс Вонк (2003—2004)